# مانوس آل آيري
Manos Al Aire هي أغنية لاتينية إسبانية قدمتها نيللي فرتادو كأول أغنية منفردة من ألبومها اللاتيني الرابع ماي بلان تم تصوير الفيديو الخاص بها في صيف العام 2009، وقد تم الاتفاق على تسجيل الأغنية في نفس العام 2009 ويتوقع أن تكون أغنية ناجحة في الغرب وخصوصا في الدول الأسبانية فهي تجمع اثنين من المميزين، نيللي والفنان أليكس كوبا. يذكر أن الملحن والكاتب جيمس بريان أحد أصدقاء فرتادو القدماء هو الذي اقترح هذه الفكرة، وقد صرحت نيللي فرتادو أنها أغنية مثيرة، الفنانان تقابلا في كندا أثناء تسجيل ألبوم ماي بلان وهناك تبلورت فكرة أن يكتبا الأغنية معاً. ويخلط بعض الناس بين هذه الأغنية وأغنية «إن غود'ز هاندز» التي طرحت من ألبوم لووس حيث قامت فرتادو بترجمتها إلى الإسبانية وتضمن عنوانها كلمة «مانوس» أي يد بالعربية كما حصل في هذه الأغنية ولكن في الحقيقة أغنية «مانوس آل آيري» هي أغنية أخرى تختلف عن «إن غود'ز هاندز»، وقد كان من المقرر أن تطرح الأغنية ضمن مجموعة أغاني ألبوم فرتادو الرابع ماي بلان حيث تسربت الأغنية مع الأغاني الأخرى قبل طرح ألبوم نيللي في الأسواق وبسبب هذا التسرب غيّرت فرتادو بعض الأغاني. وبسبب أهمية هذه الأغنية لكونها أول أغنية إسبانية لفرتادو سيتم طرحها على هيئة أغنية منفردة. في الربع الأخير من 2008 أخبرت نيللي فرتادو معجبيها أن ينتظروا هذه الأغنية مع مجموعة أغاني أخرى في ألبومين واحد إسباني والآخر يحمل أغاني بلغتها الأم البرتغالية في حين أن إشاعات أخرى انطلقت عن وجود ألبوم غنائي آخر لفرتادو باللغة الإنجليزية التي اعتاد عليها الجمهور مثل ماحصل في ألبوماتها الأخرى لووس ووا، نيللي! وفلكلور خصوصاً أن أغنية اسمها «غوتا نو» قد تسربت باسم فرتادو لكن فرتادو نفت كل تلك الأمور ووعدت بمجموعة رائعة من الأغاني في موقعها الرسمي.

## روابط ذات صلة
- مقالة في منتدى نيللي فرتادو الرسمي
- إمتيفي وخبر حول أغنية كراود كنترول نسخة محفوظة 10 سبتمبر 2007 على موقع واي باك مشين.